# Grand Theft Auto: Vice City
Grand Theft Auto: Vice City (también conocido por su abreviatura GTA: VC o, simplemente, Vice City) es un videojuego de acción-aventura de mundo abierto de disparos en tercera persona desarrollado por Rockstar North y distribuido por Rockstar Games. Es la cuarta entrada principal de la serie Grand Theft Auto, después de Grand Theft Auto III de 2001, y la sexta instalación en general. Ambientada en 1986 dentro de la ficticia Vice City (basada en Miami y Miami Beach), la historia para un solo jugador sigue el ascenso al poder del mafioso Tommy Vercetti después de ser liberado de la cárcel y quedar atrapado en una emboscada. Mientras busca a los responsables, Tommy construye gradualmente un imperio criminal al tomar el poder de otras organizaciones criminales de la ciudad.
El juego se juega desde una perspectiva en tercera persona donde se navega a pie o en vehículo. El diseño mundo abierto permite al jugador deambular libremente por Vice City, que consta de dos islas principales. La trama del juego se basa en múltiples personas y sucesos del mundo real en Miami, como cubanos, haitianos y bandas de motociclistas, la epidemia de crack de la década de 1980, los mafiosos de Miami, y el auge del glam metal. El videojuego también fue influenciado por las películas y series de la época, sobre todo Scarface y Miami Vice. Gran parte del trabajo de desarrollo consistió en crear el mundo del juego para adaptarse a la inspiración y al período de tiempo; el equipo de desarrollo llevó a cabo una extensa investigación de campo en Miami mientras creaba el mundo. Grand Theft Auto: Vice City fue lanzado en octubre de 2002 para la PlayStation 2, en mayo de 2003 para Windows y en noviembre de 2003 para la Xbox. Una versión para Nintendo Gamecube tenía que planificar el juego para lanzarlo en dicha consola pero su lanzamiento fue cancelado por valoraciones negativas.
Tras su lanzamiento, Vice City recibió elogios de la crítica, con elogios dirigidos particularmente a su música, jugabilidad, historia y diseño de mundo abierto. Sin embargo, el juego también generó controversia sobre su representación de la violencia y los grupos raciales, lo que provocó demandas y protestas. Vice City se convirtió en el videojuego más vendido de 2002 y ha vendido más de 17,5 millones de copias. Considerado uno de los títulos más importantes de la sexta generación de videojuegos y uno de los mejores videojuegos jamás hechos, ganó numerosos galardones de fin de año, incluidos los premios Juego del año premios de varios publicaciones de juegos.
Desde su lanzamiento, el juego ha recibido numerosos puertos a muchas plataformas de juego. En 2012 se lanzó una versión adaptada para los dispositivos móviles con compatibilidad con iOS y Android para el décimo aniversario del juego, y en 2021 se lanzó una versión mejorada adicional. Su sucesor, Grand Theft Auto: San Andreas, fue lanzado en octubre de 2004, y una precuela, Grand Theft Auto: Vice City Stories, fue lanzado en octubre de 2006.

## Argumento
El juego desarrollado por Rockstar North y publicado por Rockstar Games en 2002, implementa nuevos atributos como por ejemplo: poder agacharse (ideal en misiones de tiroteos), nuevas armas y mejores gráficos comparados con los anteriores de la saga Grand Theft Auto.

### Sinopsis
La historia comienza cuando en una reunión en el Marco's Bistró de Liberty City en 1986, al líder de la familia criminal Forelli, Sonny, se le ocurre la idea de expandir sus negocios al sur, ya que está viendo cómo los traficantes mexicanos y colombianos, e incluso los refugiados cubanos, se están llevando los beneficios y él también quiere su parte. Uno de sus hombres le advierte que todo es dinero procedente de drogas y que eso le podría traer problemas, ya que las familias no aceptan involucrarse en eso, pero Sonny está convencido de que las familias lo acabarán viendo bajo su punto de vista y no se muestra preocupado.
Sin embargo empieza a preocuparse cuando le hablan sobre la liberación de Tommy Vercetti, uno de sus antiguos matones. Sonny no lo considera bueno para el negocio así que decide deshacerse de él: la idea es mandarlo a Vice City para que empiece los negocios allí, luego lo dejará a su libre albedrío y pasado un tiempo le irá a visitar para recoger su parte.
Posteriormente, Vercetti llega a Vice City junto con Harry y Lee. Allí son recogidos por Ken Rosenberg, un abogado que trabaja para la familia Forelli. Rosenberg ha organizado un intercambio de drogas por dinero en el puerto con los hermanos Vance.
Pero cuando se está efectuando el trato son sorprendidos por unos sicarios que matan a Harry, a Lee y a Víctor Vance, quedando solo vivos Lance Vance el hermano de Víctor, quien escapó en helicóptero, Tommy y Rosenberg, quienes escaparon del lugar en el coche de este último, quedando la droga y el dinero en poder de los sicarios. Ambos regresan a la oficina de Rosenberg, el cual está nervioso y asustado por lo que le pueda pasar tras el incidente, ya que Sonny no estará muy contento. Vercetti intenta calmarlo, le dice que le espere en su oficina y se marcha a su hotel.
Una vez allí, llama a Sonny por teléfono para explicarle lo sucedido. Tras enterarse, Sonny se enfurece, pero le da la oportunidad de que pueda recuperar el dinero. Vercetti, ahora sin opción, emprende la búsqueda del responsable del robo.
Para ello comienza por conocer a figuras importantes de la ciudad, como el coronel Cortez y Avery Carrington, un magnate inmobiliario, a los cuales Vercetti ayudará de una forma u otra. También ayudará a Giorgio Forelli, el primo de Sonny, extorsionando a los miembros del jurado de su proceso judicial. Durante sus andanzas tropezará con Kent Paul, una especie de soplón que siempre está informado sobre lo que acontece en Vice City. Gracias a él Vercetti dará con Leo Teal, un hombre que podría saber algo sobre el incidente durante el intercambio. Será entonces cuando coincida con Lance Vance, el otro sobreviviente de la emboscada del intercambio, ya que él también estaba buscando pistas sobre el asesino de su hermano.
Más tarde, Vercetti conocerá mediante el coronel Cortez a un colombiano llamado Ricardo Díaz, el traficante de droga más poderoso de Vice City, realizando encargos para él, varios de ellos junto a Lance Vance.
Pero finalmente parece ser que Díaz es quien está detrás del sabotaje del trato entre los hermanos Vance y Vercetti, así que este comienza a planear la forma de eliminarlo, aunque Lance, en su impulsividad, se adelanta y salta sobre Díaz, estropeando así el plan y siendo retenido y torturado en el basurero de la ciudad. Vercetti se entera de esto mediante Kent Paul y decide rescatar a Lance. Lo consigue y se cita con Lance, una vez que lo curan, para acabar con Díaz, ya que todo el plan se había estropeado y debían hacerlo cuanto antes.
Una vez que se encuentran, asaltan la mansión de Díaz, logrando eliminarlo a él y a varios de sus hombres. Es entonces cuando Vercetti decide tomar el control de la ciudad y forma su propia organización. Para tomar el control de la ciudad primero extorsiona a los negocios que anteriormente pagaban protección a Díaz, dejando claro a quién debían pagarle tras la muerte de este. Una vez conseguido Vercetti comienza a comprar varias propiedades con las que hará negocio y podrá blanquear el dinero.
También conocerá a Umberto Robina, el líder de la banda cubana de Little Havana, y lo ayudará en su guerra contra los haitianos. Pero también entablará contacto con Tía Poulet, una santera relacionada con la banda haitiana que controla a Vercetti mediante vudú y le obliga a realizar diversos trabajos, muchos de ellos en contra de los cubanos.
Además conocerá al grupo de rock Love Fist, los cuales van a dar un concierto en la ciudad, siendo Kent Paul el encargado de la organización del evento. Vercetti debe solucionarle algunos asuntos a la banda. Entre ellos está proporcionarles drogas y chicas, para lo que recurre a Mercedes Cortez, la hija del coronel, pero también se encargará de que la banda de moteros de Mitch Baker se ocupe de la seguridad en el concierto, ya que Paul no está dispuesto a pedírselo por ciertos problemillas que tuvo con la banda.
Vercetti una vez que haya comprado la discoteca club malibu cometerá un atraco al Banco Corrupto Grande, con la ayuda de Phil Cassidy, Hilary King y Cam Jones.Posteriormente ayudará a Phil en un par de asuntos.
En su carrera de adquisición de propiedades comprará el astillero, la empresa de taxis Kaufman, el concesionario de coches Sunshine, el club de striptease pole position, la heladería cherry popper, el estudio del cine pornográfico InterGlobal Films, y se ocupará de que las mediocres películas de Steve Scott (el único director con el que contaba el estudio) dejen de serlo, recurriendo de nuevo a Mercedes y también a la actriz porno, Candy Suxxx. Se ocupa de promocionar el estudio y poner fin a las nuevas barreras legales que prohibirían la distribución de las películas.
También se hará con una imprenta. Con ella comenzará a dedicarse a la falsificación de billetes, no sin antes obtener el material necesario.
Una vez que Vercetti comienza a hacerse con el control de la ciudad, empieza a recibir llamadas de Sonny Forelli exigiéndole su parte, así que finalmente Sonny envía a algunos de sus hombres para cobrar el "impuesto" a los negocios de Vercetti. Cuando este se entera de esto, y de que cuando pasaron por la imprenta dejaron malherido a Earnest Kelly (el anciano trabajador de la imprenta que a Vercetti le recordaba a su padre), enfurece y sale a eliminar él mismo a los cobradores.
Tras esto, Sonny más furioso que nunca, decide presentarse en persona en Vice City para reclamar lo que él considera suyo, pero Vercetti no está dispuesto a pagarle e imprime billetes falsos. Pero cuando Sonny llega, ya sabe lo de los billetes, ya que Lance, quien se sentía excluido y sin crédito, decidió traicionar a Vercetti y contarle a Sonny el plan.
Finalmente todo desemboca en un enfrentamiento entre Sonny y Lance contra Vercetti, el cual sale victorioso de la batalla diciendo que ya no hay más parte norte. Ya terminada la pelea Ken Rosenberg le dice que nunca pudo confiar en ese tipo Lance y Tommy le dice que esto es el inicio de una amistad, finalizando la historia de Vice City.

### Personajes
Vice City incluye docenas de personajes, muchos aparecen solo en las escenas de vídeo en los que son descritos en cada misión. El reparto que prestó su voz a los personajes incluyen actores y celebridades como Ray Liotta, como el protagonista Tommy Vercetti; Tom Sizemore como Sonny Forelli, Robert Davi como el Coronel Juan García Cortez, William Fichtner como Ken Rosenberg, Danny Dyer como Kent Paul, Dennis Hopper como el director pornográfico Steve Scott, Burt Reynolds como Avery Carrington, Luis Guzmán como Ricardo Díaz, la estrella de Miami Vice Philip Michael Thomas como Lance Vance, Danny Trejo como Umberto Robina, Gary Busey como Phil Cassidy, Lee Majors como "Big" Mitch Baker, Fairuza Balk como Mercedes Cortez y la estrella del porno Jenna Jameson como Candy Suxxx. La voz de la teleoperadora de la Kauffman Cabs fue prestada por la cantante de Blondie Debbie Harry.
Aunque el protagonista principal no es el mismo que el de Grand Theft Auto III, Vice City contiene unos pocos protagonistas de GTA III que aparecen muy jóvenes en esta edición. Donald Love, por ejemplo, un magnate de los negocios en GTA III aparece como aprendiz del poderoso Avery Carrington. El manco Phil Cassidy de GTA III aparece en Vice City también y una de las misiones explica cómo perdió su brazo.
Por otra parte, muchas de las emisoras de radio de GTA III aparecen en Vice City: Lazlow, el presentador de Chatterbox, la emisora hablada en GTA III, es el DJ de la emisora de hard rock V-Rock en Vice City (mencionaba en GTA III que una vez fue DJ en una emisora de rock). Toni, la DJ de la emisora de música de los años 1980 Flashback 95.6 de GTA III, aparece en Vice City como una joven presentadora de la emisora pop Flash FM. Por último, Fernando, un auto-glorificado proxeneta de mujeres ("no soy un chulo... soy un salvador", afirma) que aparece en el programa de Lazlow en GTA III, es el encargado de conducir Emotion 98.3, una emisora de baladas. El naturista Barry Stark, un oyente que llama a Chatterbox en GTA III, aparece también en Vice City como invitado en la emisora Vice City Public Radio.
Como Vice City fue desarrollado después de Grand Theft Auto III, el juego sigue un diseño muy similar, pero con varias mejoras que su predecesor. Es bastante libre, característico de todos los Grand Theft Auto; aunque las misiones deben ser completadas para seguir la trama y desbloquear otras zonas de la ciudad. El jugador podrá visitar cualquier zona de la ciudad si no está en medio de una misión y hacer lo que desee. A lo largo del mapa, hay también varios objetos como armas ocultas, objetos ocultos y saltos únicos.
El jugador puede robar vehículos, barcos, motocicletas e incluso helicópteros; disparar desde el vehículo, robar y generar cualquier tipo de caos. Sin embargo, atraerás atención por parte de la policía (en casos extremos al FBI y el ejército). También los cuerpos policiales tienen helicópteros y unidades policiales encubiertas.
Una nueva mejora con respecto a su predecesor es la de la habilidad de comprar propiedades repartidas a lo largo de Vice City y pisos francos. Algunas de estas propiedades, son negocios que el jugador puede comprar. Incluyen un estudio cinematográfico, un burdel, una compañía de taxis, una compañía de helados, un astillero, una imprenta y un concesionario de coches. Al completar las misiones de cada una de estas propiedades, el jugador comenzará a recibir ingresos de estas, que pueden ser recolectados periódicamente.
Varias bandas criminales hacen su aparición en el juego, algunas de ellas integradas a eventos de la historia. Estas bandas tienen normalmente una opinión positiva o negativa del jugador, dependiendo de esto, pueden dispararle al jugador y seguirle.
Hay misiones opcionales en el juego o submisiones, donde Vercetti trabaja como repartidor de pizza, de paramédico en una ambulancia, en un taxi o camión urbano transportando pasajeros y como policía matando a los criminales. Estas misiones otorgan recompensas en dinero y mayores habilidades al jugador.
Cómo incrementar de 100 a 150 puntos de vida: completa 10 niveles en la entrega de pizzas.
Cómo incrementar de 100 a 150 puntos de vida del chaleco: completa 12 niveles de Vigilante con el coche de policía.
La misión Trueno marrón (con el hunter) no tiene nivel límite y tampoco tiene recompensa más que el dinero.
En Vice City, existen los saltos únicos, que son maniobras, generalmente saltos con rampas, siendo 36 los saltos únicos repartidos en toda Vice City. Se deben usar vehículos muy rápidos y motos. Aconsejable la PCJ 600.
El jugador también puede recolectar los objetos ocultos por toda Vice City, que son 100. Tienen forma de loro azteca, la forma del objeto es una referencia a la serie Miami Vice, y al igual que en la serie se puede observar dentro del hotel Ocean View que estos objetos tienen cocaína dentro de ellos, precisamente este objeto aparece en el episodio “Tráfico Blanco” de 1984. Por cada 10 objetos recolectados se obtiene un premio. El helicóptero del ejército puede encontrarse en un helipuerto cerca del faro. También en la base militar ubicada en el barrio de Escobar International, después de haber completando la misión de Manten cerca a tus amigos.

### Armas
El sistema de armas usado en Grand Theft Auto: Vice City es el mismo utilizado en sus predecesores, pero ha sido expandido. De la cantidad total de 12 armas de Grand Theft Auto III, en Vice City se muestran un total de 35 divididas en 10 clases, de acuerdo al tipo de arma, permitiéndole al jugador portar un arma de cada tipo solamente.
Las armas, que van desde las armas blancas hasta las armas de fuego, llegan a ser disponibles a la vez que el jugador vaya completando misiones. Armas como pistolas, rifles, granadas o armas pesadas pueden ser compradas en Ammu-Nation o por medio de Phil Cassidy, que es traficante de armas. Armas de cuerpo a cuerpo como bates de béisbol y martillos puede ser comprados en la ferretería. Hay también armas pesadas como lanzallamas y lanzacohetes. La versión de Vice City para PlayStation 2 y Xbox, es la única donde hay granadas de gas lacrimógeno, fueron eliminadas de las versiones posteriores porque bajaban temporalmente el rendimiento del juego. Aunque se puede colocar en PC mediante el programa Sanny Builder (además puedes colocar armas en diferentes lugares y agregar la Cámara fotográfica, que sólo se puede obtener en una misión).
| Tipos de Armas               | Armas |
| ---------------------------- | --- |
| Armas blancas y contundentes | Cuerpo a cuerpo • Puño americano • Destornillador • Martillo • Cuchillo de carnicero • Machete • Bate de béisbol • Porra • Cuchillo • Katana • Motosierra • Palo de golf |
| Pistolas                     | Pistola .45 • Revólver .357 |
| Subfusiles                   | TEC-9 • Ingram MAC-10 • Uzi • HK MP5 |
| Escopetas                    | Escopeta de corredera • Escopeta recortada • SPAS-12 |
| Fusiles de asalto            | Kruger • M4 |
| Fusiles                      | Fusil de francotirador • Fusil de francotirador militar |
| Artillería pesada            | Lanzallamas • Lanzacohetes • M60 • Minigun |
| Arrojadizas                  | Granada • Granada de gas lacrimógeno • Granada a control remoto • Cóctel Molotov |
| Otros                        | Coche-bomba • Cámara fotográfica (solo se puede obtener en una misión) |
| Blindaje                     | Chaleco antibalas |
| Eliminadas                   | Cuerpo a Cuerpo: Táser Pistolas: Pistola de clavos • Pistola con silenciador • Desert Eagle Arrojadizas: Mina terrestre • Granada de gas lacrimógeno (para PC) Artillería pesada: Lanzagranadas Fusiles de asalto: AK-47 Subfusiles: MP5 recortado, también llamado Mini MP5 Escopetas: Escopeta recortada Fusiles: Fusil de francotirador militar con silenciador y mira térmica |

### Asaltos
GTA Vice City da la posibilidad de hacer asaltos a distintas tiendas, joyerías, farmacias, etc. En Vice City hay un total de 15 tiendas las cuales son posibles de robar. Para ello, hay que acercarse al vendedor y apuntarle (pero no dispararle). Se demorará un poco en sacar el dinero y nos dará cuatro paquetes (de billetes) dando un total de $1000.
Por cada paquete (excepto el primero) se aumentara un nivel de búsqueda aumentando la dificultad. Cuando uno haya obtenido todo el dinero se tendrá un total de tres estrellas en el nivel de búsqueda. Igualmente si le paras de apuntar antes de conseguir 4 fajos tendrás dos estrellas de nivel de búsqueda.

## Banda sonora
Vice City incluye un extenso catálogo musical de canciones de 1986 y de años anteriores que se pueden escuchar en las diversas estaciones de radio que existen. Cada emisora está caracterizada por un género en particular, como el rap (Wildstyle), heavy metal (V-Rock), pop (Flash FM) y new wave (Wave 103). La mayoría de las canciones corresponden a artistas y bandas reales como Slayer, Megadeth, Electric Light Orchestra, Judas Priest, Toto, Yes, Alcatrazz, Autograph, Blondie, Quiet Riot, Iron Maiden, Ozzy Osbourne, David Lee Roth, INXS, Michael Jackson, Bryan Adams, Laura Branigan, Kool & the Gang, A Flock of Seagulls, Frankie Goes to Hollywood, Spandau Ballet, Grandmaster Flash & the Furious Five y Eumir Deodato. También se incluyen emisoras que emiten talk-shows (KCHAT) y debates (VCPR). Las emisoras y la trama del videojuego se refieren, a menudo, a una banda de glam metal ficticia llamada Love Fist. El box set que incluía todas las emisoras de radio en CD se convirtió en todo un éxito comercial.

## Controversia

### Clasificación del juego
Como toda la serie, su alto contenido en violencia, lenguaje malsonante, sexo y discriminación, hizo que fuera catalogado solo para mayores de edad y recibió la calificación M (Mature) por parte de la ESRB, y 18+ por parte de PEGI. En Australia, el juego fue editado previamente para recibir una clasificación MA15 +; una versión sin censura fue lanzada en la región en 2010, conservando su clasificación.

### Discriminación a los haitianos
Take Two, la distribuidora del juego, tuvo que lidiar con una denuncia puesta por la comunidad haitiana alrededor de diciembre de 2003. Según los denunciantes, el título de una misión, que decía Matar a los Haitianos, fomentaba el odio hacia los haitianos, y desmejoraba la imagen de ese colectivo social. Según la denuncia, en Vice City, los haitianos aparecen como la peor banda del juego. Según la historia, la comunidad cubana de Vice City quiere eliminar a toda costa hasta el último haitiano y por eso recurren a Tommy. Sin embargo, el jugador también realiza misiones para los haitianos bajo el hechizo de su líder llamada Tía Poulet.
Después de haber puesto la denuncia, Rockstar eliminó esta línea en las nuevas ediciones de Vice City, y se disculpó públicamente con la comunidad haitiana. Sin embargo, aunque no fue la única etnia reflejada que se quejó, no se hicieron más modificaciones: en su lugar, se dejó a un lado el uso del nombre de la cultura o el origen para identificar las bandas que parecen en las sucesivas entregas de la saga, con el fin de evitar denuncias.

### Devin Moore
El 7 de junio de 2003, Devin Moore, de 18 años, disparó y mató a dos policías de Alabama y a un despachador antes de huir en una patrulla; luego fue detenido. En declaraciones a la policía, Moore dijo que "la vida es como un videojuego. Todos tienen que morir alguna vez". Se presentó una demanda judicial de 600 millones de dólares contra Rockstar Games, Take-Two Interactive, Sony Computer Entertainment, GameStop y Wal-Mart, alegando que Moore jugaba con frecuencia a Vice City y que su experiencia con el juego lo llevó a cometer los crímenes. El abogado de los demandantes, Jack Thompson, afirmó que la naturaleza gráfica del juego causó que Moore cometiera los asesinatos. Thompson se retiró del caso Strickland v. Sony en noviembre de 2005, después de ser examinado por el juez por conducta no profesional. En marzo de 2006, la Corte Suprema rechazó una apelación de los acusados para desestimar el caso.

### El caso de Cody Posey
En septiembre de 2006, Thompson presentó otra demanda por 600 millones de dólares contra Cody Posey, Rockstar Games, Take-Two Interactive y Sony Computer Entertainment. La demanda afirmaba que Posey, de 14 años, jugaba obsesivamente antes de asesinar a su padre, madrastra y hermanastra en un rancho en Hondo, Nuevo México. El equipo de defensa de Posey argumentó que fue abusado por su padre y estaba tomando Zoloft en el momento de los asesinatos. La demanda alegaba que los asesinatos no habrían tenido lugar si Posey no hubiera jugado obsesivamente a Vice City. El caso fue desestimado en diciembre de 2007, ya que Nuevo México no tenía jurisdicción sobre Sony o Take-Two.

### La demanda de Psychic Friends Network
En julio de 2017, Psychic Friends Network demandó a Rockstar por el personaje llamado Auntie Poulet, alegando similitudes entre el personaje y Youree Harris. Harris, quien actuó como psíquica bajo el nombre de Miss Cleo, también fue la actriz de voz de Auntie Poulet.

## Diferencias respecto a la versión japonesa
La versión japonesa del juego fue lanzada mucho después; trajo consigo mejoras gráficas, contenido exclusivo y arreglo de muchos bugs. Sin embargo el nivel de sangre y algunas escenas fueron removidas y censuradas por motivos culturales.
- Skins exclusivas de Tommy (tache, Wild)
- Skins exclusivas para la banda Vercetti.

Misiones:
- En Martha's Mugshot ya no puedes matar al conductor; en la versión original era posible hacerlo. El coche y el npc son "indestructibles", además de que la secuencia de la misión ha sido censurada: en la original sale la chica, la cual están filmando, mientras en esta versión no aparece.
- En Trojan Voodoo ya no puedes matar a los conductores, ya que si lo hacías fallabas la misión. El arreglo en esta versión es que ni los vehículos ni los npc puedas matarlos y en su lugar pueden salir del coche y salir corriendo sin recibir ningún daño.
- En PS2 el botón para cancelar es la  y el botón para aceptar es el  y en PC la tecla para cancelar es Shift y para aceptar es click derecho.
- En la misión Bombs Away existía un fallo que dejaba atascado al personaje en la furgoneta, y obligaba al jugador a reiniciar el jueho.
- En Love Juice existía un error al llegar al punto de encuentro, ya que no sucedía nada.
- En la misión Cannon Fodder el personaje sale antes quel resto de NPC.
- La secuencia de Pole position de "misión completada" es más larga.
- El mensaje de las misiones de Love fist anteriormente duraba 1 segundo; en pantalla en esta versión son 4 segundos.
- En la mission All hands on deck si se entraba en el coche, se fallaba la misión y trasladaba al jugador a un escenario vacío. Se eliminó el vehículo en esta versión.
- Se censura cuando Ken Rosenberg inhala cocaína.
- G Spotlight es censurado por completo por los desnudos que tiene la escena. En vez de salir el busto sale el nombre de la actriz que están filmando.
- Las fotos de Candy Suxxx fueron totalmente cambiadas por fotos de animales y flores.
- Existe una vulnerabilidad en el juego que omite chunks del juego en orden para desbloquear el tercer acto. El jugador antes tendría que completar 7 secuencias, dos de ellas son mansión y print. Cuando se evdade por completo las otras 5 los speedruners pueden empezar con Hit and courier en vez de Print works y durante esa misión activar una misión de distribución, cancelar la misión de la distribución, de esta manera se añade +1 en la secuencia pasando a la siguiente. Si se repite una y otra vez después de 5 veces termina la misión de pint works y así el tercer acto del juego ha sido desbloqueado.
- Como ha sido distribuido por Capcom salen varias advertencias antes de jugar enseñando su propio logo en uno de ellos.
- Nombres de las ciudades así como un porción del contenido están en inglés y no han sido traducidos pero sí que ha sido removida la opción de cambiar idioma a pesar de tener en el código presente el idioma inglés.

## Versión remasterizada

Logo de GTA: VC de la trilogía remasterizada

El 11 de noviembre de 2021 se lanzó una versión remasterizada del juego dentro del paquete Grand Theft Auto: The Trilogy - The Definitive Edition, que incluye las versiones remasterizadas de Grand Theft Auto III y Grand Theft Auto: San Andreas. Está disponible para Windows, Nintendo Switch, PlayStation 4, PlayStation 5, Xbox One y Xbox Series X/S; las versiones para dispositivos portátiles con sistemas Android e iOS fueron lanzadas en 2022. La versión The Definitive Edition reemplazaron a las versiones disponibles en las plataformas de venta de videojuegos en línea.